# Epeus guangxi
Epeus guangxi là một loài nhện trong họ Salticidae.
Loài này thuộc chi Epeus. Epeus guangxi được Peng & Li miêu tả năm 2002.